# تراستوزوماب
تراستوزوماب أو تراست زوماب (والاسم التجاري هيرسيبتين) هو الأجسام المضادة وحيدة النسيلة تتداخل مع مستقبلات ( HER2/neu ). استخدامه الرئيسي هو لعلاج بعض أنواع سرطان الثدي.
أما مستقبلات ( HER ) هي بروتينات تعد جزءا لا يتجزأ من غشاء الخلية وتوصل الاشارات الجزيئية من خارج الخلية إلى داخل الخلية، وتقوم بتشغيل الجينات أو تعطيلها. بروتينات ( HER ) تنظم نمو الخلية، وبقاء الخلية على قيد الحياة، الالتصاق، والهجرة، والتمايز، وهي الوظائف التي عادة ما يتم تضخيمها أو تضعيفها في الخلايا السرطانية.
في بعض أنواع السرطان، لا سيما بعض سرطانات الثدي،( HER2 ) يعاني من الإفراط في التعبير، مما يؤدي إلى إنتاج خلايا الثدي دون حسيب ولا رقيب وبشكل غير مسيطر عليه مما يسبب النمو الغير المسيطر عليه في السرطان.